# Exoforia
La exoforia, exotropía o estrabismo divergente es una anomalía de la visión binocular caracterizada por una divergencia de las líneas de la mirada cuando los ojos están en reposo fisiológico (es decir, en disociación con la visión binocular).
La divergencia de los ejes visuales es principalmente pasiva, y, aunque puede ser estimulada, ocurre al relajarse el mecanismo de convergencia y acomodación que son los que nos permiten ver en distancias próximas. Se llama exoforia a una desviación latente hacia fuera, distinguiéndola de la exotropía que es el caso en que la desviación se manifiesta.
En la exoforia los ejes visuales tienden a dirigirse hacia afuera sin llegar a manifestarse desviación gracias que se compensa por el mecanismo de fusión, el cual se encarga de mantener coordinados los dos ojos en la mirada al punto que fijamos la atención. Si la exoforia es muy elevada la fusión es mantenida gracias a un gran esfuerzo que provocará astenopía visual y cefaléas. En el caso de que la fusión no sea suficiente, la desviación se manifestará dando lugar a una exotropía que llevará asociada diversos problemas de visión doble o supresión de la imagen de uno de los ojos.
Cuando la magnitud de la exoforia es mayor de lejos que de cerca se suele denominar "exceso de divergencia", y puede ocurrir que, para favorecer la fusión, aprenda a acomodar en visión lejana, con lo que tendremos visión borrosa en lejos. Puede ocurrir que el paciente con exoforia elevada no tenga ningún síntoma subjetivo marcado, pero en la entrevista puede referir ocasiones en que se descompensa la foria dando lugar a visión doble intermitente (si se ha establecido una supresión no será consciente de la diplopía), que cuando está cansado, estresado, en ambientes con luz intensa, distraído o ha tomado algo de alcohol se les desvía un ojo (desviación manifiesta) o bien tienden a guiñar. 
En la mayor parte de las ocasiones, la exoforia ocurre en el plano de visión próxima, debido a una ineficiencia del mecanismo de convergencia-acomodación, se clasificaría como "insuficiencia de convergencia" y los síntomas estarán mayormente asociados a la lectura o a otras tareas en visión próxima: estrés ocular y sensación de tirón alrededor de los ojos, cefaleas, visión borrosa (se sobrecarga el mecanismo de acomodación-convergencia buscando una ayuda que acerce los ejes visuales para mantener la fusión), movimiento de las letras, somnolencia, dificultad en la concentración de la lectura con disminución del rendimiento y comprensión del texto al aumentar el tiempo de tarea próxima. Pudiera resultar asintomático posiblemente por supresión, por rechazo a las tareas de cerca, o a un alto umbral de dolor.